# Ho venduto l'anima su E-bay
Ho venduto l'anima su E-bay - La religione agli occhi di un ateo è un libro scritto dall'ateo Hemant Mehta.
Mehta divenne ateo all'età di quattordici anni e successivamente si rese conto di non aver avuto modo di frequentare altre religioni al di fuori di quella che praticavano i suoi genitori, il Giainismo.
Mehta decise così di vendere la sua anima su E-bay al miglior acquirente. Quest'ultimo avrebbe pagato Mehta per andare a funzioni religiose di qualsiasi credo per dieci dollari all'ora. Mehta specificò che avrebbe donato i soldi in beneficenza. Ben presto dunque quei dieci dollari si trasformarono in 200, 400 e infine in 500. Il fortunato vincitore dell'asta era un pastore, che gli propose di frequentare alcune chiese cattoliche e di recensirle. Mehta, ormai conosciuto a livello nazionale per essere "l'ateo di E-bay", accettò con entusiasmo e iniziò a girare l'America andando di chiesa in chiesa. In questo libro racconta il suo viaggio e spiega le sue convinzioni da ateo.

## Edizioni
- Hemant Mehta, Ho venduto l'anima su E-bay, Baldini Castoldi Dalai, 2008,  p. 245, ISBN 88-6073-376-6.